# Leo Ōsaki
Leo Ōsaki (jap. 大崎 玲央; * 8. Juli 1991 in Tokio, Präfektur Tokio) ist ein japanischer Fußballspieler.

## Karriere
Leo Ōsaki erlernte das Fußballspielen in der Universitätsmannschaft der Toin University of Yokohama in Yokohama. Seinen ersten Vertrag unterschrieb er 2014 bei den Carolina RailHawks. Der Verein aus Cary, einer Stadt im Bundesstaat North Carolina in den Vereinigten Staaten, spielte in der North American Soccer League. Sein Profidebüt gab er am 13. Juli 2014 bei der 1:2-Niederlage gegen Indy Eleven. 2016 ging er wieder in seine Heimat und unterschrieb einen Vertrag beim japanischen Zweitligisten Yokohama FC in Yokohama. Für Yokohama absolvierte er 31 Zweitligaspiele. Ligakonkurrent Tokushima Vortis aus Tokushima nahm ihn 2017 unter Vertrag. Bis Mitte Juli 2018 stand er für Vortis 44-mal auf dem Spielfeld. Im Juli 2018 unterschrieb er einen Vertrag beim Erstligisten Vissel Kōbe in Kōbe. Mit Kōbe gewann er 2019 den Kaiserpokal. Im Finale besiegte man die Kashima Antlers mit 2:0. Den japanischen Supercup gewann er mit Vissel Anfang 2020. Hier besiegte man im Endspiel die Yokohama F. Marinos, den Meister von 2019. Am Ende der Saison 2023 feierte er mit dem Verein die japanische Meisterschaft. Nach insgesamt 129 Ligaspielen wechselte er im Januar 2024 in die Vereinigten Arabischen Emirate. Hier schloss er sich in Ra’s al-Chaima dem Erstligisten Emirates Club an. In der Liga kam er nicht zum Einsatz. Einmal wurde er im Pokal eingesetzt. Anfang Juli 2024 kehrte er nach Japan zurück. Hier schloss er sich dem Erstligisten Hokkaido Consadole Sapporo in Sapporo an. Am Ende der Saison 2024 belegte er mit Hokkaido den 19. Tabellenplatz und musste somit in die zweite Liga absteigen.

## Erfolge
Vissel Kōbe
- Japanischer Pokalsieger: 2019
- Japanischer Supercup-Sieger: 2020
- Japanischer Meister: 2023